# Don Macintosh
Donald deFrayne Macintosh, detto Don (Vancouver, 6 novembre 1931 – Kingston, 20 giugno 1994), è stato un cestista canadese.

## Carriera
Ha disputato le olimpiadi del 1956, a Melbourne, giocando 7 partite, con 38 punti realizzati, con un massimo di 10 nelle partite con Singapore e Australia.